# 宝拉·怀特
宝拉·米歇尔·怀特-凯恩（英語：Paula Michelle White-Cain，1966年04月20日—）是美国的传道人、作家、电视传道者、成功神学倡导者。
怀特是唐纳德·特朗普政府的福音派顾问委员会（Evangelical Advisory Board）主席。她在2017年1月20日特朗普的就職典禮期间祝祷，是首名为总统祝祷的女性神职人员。2019年11月，特朗普任命她为白宫公众联络办公室信仰与机遇倡议中心的特别顾问。

## 争议
2020年11月4日晚，怀特在脸书直播布道期间称自己感受到了上帝从非洲、南美洲派来的“天使的增援”（angelic reinforcement），“我听见胜利之音，主已经安排好了”（I hear a sound of victory, the Lord says it is done），“魔鬼的盟友”（demonic confederacies）……“正企图从特朗普这里窃取大选胜利”（are attempting to steal the election from Trump）。其视频很快走红并招致调侃。